# Dialecte de Lwów

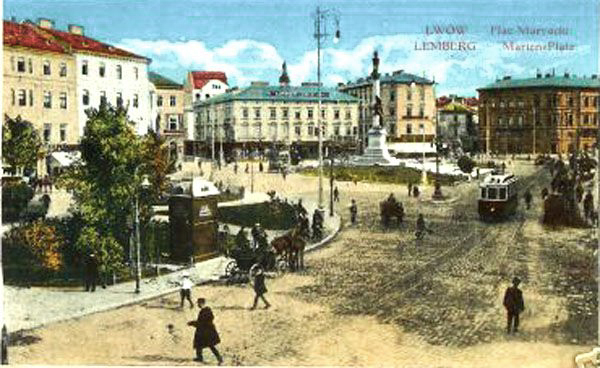
Lwów en 1915.

Le dialecte de Lwów (en polonais : gwara lwowska, en ukrainien : львівська ґвара, lvivska gvara) est une variation dialectale (gwara) de la langue polonaise caractéristique des habitants de la ville de Lviv (en polonais : Lwów), maintenant située en Ukraine. Basé sur un substrat de dialecte de Petite-Pologne, il a été fortement influencé par des emprunts (principalement lexicaux) à d'autres langues parlées en Galicie, notamment l'ukrainien (ruthène), l'allemand et le yiddish ; mais aussi par le tchèque et le hongrois.
L'une des particularités du dialecte de Lwów était sa popularité. Contrairement à de nombreux autres dialectes polonais, ses locuteurs ne le considéraient ni comme inférieur au polonais standard ni comme caractéristique de personnes d'origine modeste. Cela l'a amené à être utilisé par les gens ordinaires comme par les professeurs d'université,. Ce fut également l'un des premiers dialectes polonais à être correctement classé et à disposer d'un dictionnaire. Malgré cela, la forme la plus connue du dialecte de Lwów était le bałak, un sociolecte de la classe inférieure (batiars), des voyous de rue et des jeunes (voir infra).

## Histoire
Le dialecte de Lwów est apparu au XIXe siècle et a gagné en popularité et en reconnaissance dans les années 1920 et 1930, en partie en raison de la popularité dans tout le pays de nombreux artistes et comédiens qui l'utilisaient. Emanuel Szlechter (en), scénariste de nombreux films populaires et auteur-compositeur de succès polonais d'avant-guerre, a écrit certaines de ses chansons dans le dialecte de Lwów.
Le dialecte est l'une des deux principales sources d'emprunts à l'ukrainien en polonais standard. Certains mots du dialecte sont entrés dans le vocabulaire de la langue polonaise moderne, et beaucoup d'autres ont été adoptés par d'autres variétés régionales et sociales de polonais, notamment la grypsera, la langue des prisonniers. Certains éléments du dialecte restent en usage dans l'ukrainien contemporain parlé dans la Lviv moderne,.
En 1939, la ville de Lwów a été annexée par l'Union soviétique et au cours de la décennie mouvementée qui a suivi, la structure démographique d'avant-guerre de la ville a radicalement changé. Avec le départ de la majorité de la population polonaise expulsée, le nombre de locuteurs du dialecte a fortement diminué, mais la langue moderne des membres de la minorité polonaise en Ukraine vivant à Lviv ressemble toujours au dialecte de Lwów d'avant-guerre. Son usage est également cultivé par les milieux émigrés à l'étranger. Des locuteurs du dialecte de Lwów peuvent être trouvés dans des villes telles que Wrocław et Bytom, où la majorité des habitants polonais expulsés de Lwów se sont installés.

## Phonologie

### Voyelles
Parmi les caractéristiques phonologiques les plus marquantes du dialecte de Lwów figuraient des changements de qualité vocalique, influencés par l'accentuation des mots. Par exemple, : 
- /ɛ/ ou /jɛ/ non-accentués → /i/ ou /ɨ/ :
- /ɔ/ non-accentué → /u/ :

Dans les chansons, les voyelles de certains mots étaient prononcées de manière incohérente. Des rythmes musicaux différents pouvaient changer la syllabe d'un mot qui était accentuée, c'est pourquoi, par exemple, on pouvait entendre à la fois policaj et pulicaj (« police ») dans la même chanson.
Dans le dialecte de Lwów, les voyelles nasales ę, ą, (prononcées respectivement /ɛ̃/ et /ɔ̃/) typiques du polonais standard, ont disparu. À leur place, les voyelles /ɛ/ et /ɔ/, ou des combinaisons de ces voyelles avec une consonne nasale (en, on) étaient prononcées. Dans les syllabes non accentuées, les voyelles nasales étaient adoucies en /i/, /ɨ/, /u/.

### Consonnes
- Le Ł était fréquemment prononcé /ł/, et non /u̯/ comme en polonais standard[10].
- La consonne M, placée devant le i, était prononcée /mɲ/. Comparer le polonais miód (« miel ») et sa prononciation léopolitaine /mɲut/[15].
- La prononciation des consonnes Ś et Ź fluctue entre /ɕ/ et /ʑ/ (comme en polonais standard) et /s/ ou /z/[16].

### Changements phonologiques
Le dialecte de Lwów, comme d'autres dialectes, connaît divers changements phonologiques, notamment l'assimilation, la dissimilation et la simplification des groupes de consonnes.
| Exemples d'assimilation et de changements de voix , | Exemples d'assimilation et de changements de voix , | Exemples d'assimilation et de changements de voix , | Exemples d'assimilation et de changements de voix , |
| Changement                                          | Exemple                                             | Changement                                          | Exemple                                             |
| --------------------------------------------------- | --------------------------------------------------- | --------------------------------------------------- | --------------------------------------------------- |
| /xt/ → /kt/                                         | autochtonie → autoktonie                            | łń → mń                                             | kołnierza → komnirza, żołnierz → żomnirz            |
| /mkn/ → /nkn/                                       | zamknięty → zanknienty                              | mv → mb                                             | tramwaj → trambaj                                   |
| /ks/ → /xs/                                         | weksla → wechsla                                    | /ʐ/ → /dz/                                          | żelazny → dzylazny                                  |
| /nz/ → /ndz/                                        | benzyna → bendzyna                                  | dévoisement                                         | nożyczki → noszyczki                                |
| sonore au début du mot                              | tektura → dektura                                   | sourde au milieu du mot                             | wielki → wielgi                                     |

## Lebałak
Le bałak (prononciation polonaise : /'ba.łak/ ou /ˈba.wak/ ; souvent appelé par erreur bałach – /'ba.łax/) est un jargon ou un sociolecte parlé par les roturiers (batiars) de la ville de Lwów. En partie distinct du dialecte de Lwów à proprement parler, il se compose d'un substrat de polonais de Petite Pologne et d'une variété d'emprunts à l'allemand, au yiddish, à l'ukrainien et à d'autres langues. À la suite de l'expulsion des Polonais de Lwów après la Seconde Guerre mondiale, le bałak a été progressivement remplacé par le polonais standard, tant parmi la minorité polonaise vivant encore à Lwów que parmi les descendants des exilés.
Le nom du sociolecte a été inventé d'après le verbe bałakać (« parler ») ou balakaty (« parler », en ukrainien), homologue local du verbe polonais standard mówić.

## Dictionnaires
En 60 ans, un auteur anonyme émigré a fait don au Cercle des Léopolitains de Londres d'un vaste dictionnaire du dialecte de Lwów, créé par lui.